# Рудольф Цьольк
Рудольф Цьольк (нім. Rudolf Zölk) — службовець крігсмаріне. Кавалер Німецького хреста в золоті.

## Нагороди
- Медаль «За вислугу років у Вермахті» 4-го класу (4 роки) (1 лютого 1939)
- Медаль «У пам'ять 1 жовтня 1938» (18 грудня 1939)
- Іспанський хрест в бронзі (4 листопада 1940)
- Нагрудний знак мінних тральщиків (25 травня 1941)
- Залізний хрест 2-го класу (23 листопада 1941)
- Нагрудний знак підводника (10 лютого 1942)
- Залізний хрест 1-го класу (7 травня 1942)
- Німецький хрест в золоті (17 травня 1944) — як обер-машиніст підводного човна U-123.